# 藤原季成
藤原 季成（ふじわら の すえなり）は、平安時代後期の公卿。藤原北家閑院流、権大納言・藤原公実の七男。官位は正二位・権大納言。加賀大納言と号す。

## 官歴
- 天永3年（1112年）4月11日：従五位下
- 永久2年（1114年）：尾張守
- 永久3年（1115年）：侍従
- 永久6年（1118年）：従五位上
- 元永2年（1119年）：蔵人、左少将
- 元永3年（1120年）：周防権介
- 保安2年（1121年）：加賀守
- 保安3年（1122年）：正五位下
- 保安4年（1123年）：従四位下
- 大治5年（1130年）：左中将
- 大治6年（1131年）：従四位上
- 長承2年（1133年）：正四位下
- 長承3年（1134年）：蔵人頭
- 保延2年（1136年）：参議
- 保延4年（1138年）：兼伊予権守
- 保延6年（1140年）：従三位
- 康治元年（1142年）：権中納言
- 康治2年（1143年）：正三位
- 久安2年（1146年）：従二位
- 久安5年（1149年）：正二位
- 保元元年（1156年）：中納言、兼民部卿
- 保元2年（1157年）：権大納言、兼中宮大夫
- 保元4年（1159年）：皇后宮大夫
- 永暦元年（1160年）：権大納言辞職

## 系譜
- 父：藤原公実
- 母：藤原通家女
- 妻：藤原顕頼女
  - 男子：藤原公光（1130-1178）
- 生母不明の子女
  - 男子：藤原公長
  - 女子：源雅兼室
  - 女子：藤原実国室
  - 女子：少将基家（姓不明）室
  - 女子：藤原成子（?-1177） - 従三位

成子は後白河天皇の寵妃となり、守覚法親王、以仁王、亮子内親王（殷富門院）、式子内親王、好子内親王、休子内親王といった皇子女を儲けた。